# 삼양동 정육점
"삼양동 정육점"(Butcher's Wife)은 한국에서 제작된 신정균 감독의 1999년 드라마, 스릴러 영화이다. 최철호 등이 주연으로 출연하였고 여한구 등이 제작에 참여하였다.

## 출연

### 주연
- 최철호
- 나연서
- 박경환

### 조연
- 강태준
- 이현주

## 기타
- 각색: 송승엽
- 각색: 신정균
- 조명: 조길수